# Yacine Elghorri
Yacine Elghorri er en fransk animator, illustrator, storyboarder, konceptdesigner og tegneseriekunstner. Han har arbejdet i Los Angeles på film som Futurama, Titan AE, Evolution, The fantastic Four og på Thru the Moebius strip. Han har desuden bidraget med to kortere historier i sort/hvis i det kendte science fiction tegneseriemagasin Heavy Metal. Hans tegnestil, voldelig og aggressiv, fik en radikal start med den grafiske novelle ”GUNMAN” som er stærkt influeret af artisterne Moebius og Katsuhiro Otomo.

## Karriere
Yacine Elghorri er født og opvokset i Paris, Frankrig, og det har altid været hans intention at arbejde med enten tegneserier eller film. Efter en studentereksamen i litteratur kom han ind på den kendte filmskole École de l'Image GOBELINS, Paris, hvor han studerede animationskunst. Under hans skoleforløb lavede han 2 animationsjingler som begge blev vist på TV. Han dimitterede som assistent animator i 2D animation. Med fokus på konceptuel kunst og design arbejdede Yacine på et par tv-serier (Flash Gordon og Lucky Luke) og tegneserier til forskellige franske magasiner.
I 1996 besluttede han at flytte til USA for at arbejde i filmindustrien. Han slog sig som 22-årig ned i Los Angeles, hvor han arbejdede for Rich Animation Studios, DreamWorks og Twentieth Century Fox. Yacine forfulgte sin karriere som tegneseriekunstner, hvor han bl.a. har tegnet korte noveller for Heavy Metal Magazine og for Marvel Comics på deres Incredible Hulk 618 udgave. Han har desuden arbejdet som konceptdesigner og storyboarder på adskillige film, TV serier og reklamer som for eksempel Titan A.E., Evolution (med Phil Tippett), Futurama og Seven Up.
I 2000 arbejdede Yacine med den franske kunstner Jean "Moebius" Giraud på Thru the Moebius strip, som er en 3D produktion.
I 2001 arbejdede Yacine sammen med Jean-Claude Van Damme på filmene ”Replicant” og ”The Order”, hvor han arbejdede som konceptdesigner.
Yacine Elghorri bor for øjeblikket i Paris. Han har fornylig arbejdet på en ufuldendt grafisk novelle med forfatter Alejandro Jodorowsky baseret på karakterer fra The Incal, en science fiction tegneserie, skrevet af Alejandro Jodorowsky og illustreret af Moebius. I 2010 udgav han i samarbejde med Jean Dufaux den grafiske novelle Medina, som udkom i 3 dele og som fik meget opmærksomhed af den berømte kunstner Philippe Druillet.

### Tegneserier
- 'GUNMAN', Carabas editions, 2005
- 'BESTIAL', børnebog, Carabas, 2006
- 'FACTORY', 3-issue series, Carabas, 2006–2009

### Film og TV-serier
- Futurama
- Titan AE
- Evolution

1. ↑  Navnet er anført på engelsk og stammer fra Wikidata hvor navnet endnu ikke findes på dansk.